# Fire from the Gods
I Fire from the Gods sono un gruppo musicale rap metal statunitense, formatosi ad Austin nel 2007.
Sono attualmente sotto contratto con l'etichetta discografica Better Noise Music, e la loro formazione comprende i chitarristi Drew Walker e Jameson Teat, il bassista Bonner Baker, il batterista Richard Wicander e il cantante AJ Channer. Hanno pubblicato tre album di inediti, Narrative (2016, Rise), American Sun (2019, Eleven Seven Music), e Soul Revolution (2022, Better Noise).

## Storia

### Formazione, esordi e cambi (2007-2015)
I Fire from the Gods furono formati ad Austin, in Texas nel 2007, dai chitarristi Drew Walker e Tony Esparza, il bassista Bonner Baker, il tastierista Jebediah Roper, il batterista Chad Huff e il cantante Michael Vincent, giunti insieme ad una competizione locale di gruppi musicali emergenti. Subito dopo la formazione, pubblicarono nello stesso anno un demo omonimo. Il loro primo cantante fu Michael Vincent, che sulla propria pagina YouTube detiene ancora a suo nome la registrazione dell'extended play "Sweet Lasting Revenge". Il loro genere musicale è stato considerato da alcuni critici "una commistione modernista di hardcore punk, hip hop e metal".
Nel 2013 Judson Curtis sostituì Chad Huff alla batteria, e col suo nuovo gruppo registrò l'EP Sweet Lasting Revenge, mentre Michael Vincent fu rimpiazzato alla voce da Eric July per il successivo Politically Incorrect, pubblicato nello stesso anno. Verso la fine del 2013 Jameson Teat e Richard Wicander sostituirono Tony Esparza e Judson Curtis, rispettivamente a chitarra ritmica e batteria. Chris Mardis fu in origine assunto come cantante al posto di Eric July, ma nel 2014 gli subentrò in modo definitivo A.J. Channer.

### Narrative(2015-2018)
Il 12 ottobre 2015 i Fire from the Gods pubblicarono il singolo Pretenders per conto della Rise Records, cantata da Channer e Mardis. Dopo l'uscita dal gruppo di quest'ultimo nel 2016, durante la registrazione del primo album in studio Narrative, Channer è rimasto l'unico cantante in formazione.
Il 26 agosto 2016 il gruppo pubblicò l'esordio Narrative, prodotto da David Bendeth. L'album conteneva i singoli "Excuse Me" ed "End Transmission", ed affrontava questioni controverse come il razzismo e l'abuso di potere.
Nel 2017 il disco fu ripubblicato col titolo Narrative Retold con l'aggiunta delle tracce inedite "The Voiceless" e "The Taste", prodotte da Jonathan Davis, cantante dei Korn. Subito dopo la pubblicazione, gli interpreti partirono in tour con Born of Osiris, Volumes, Within the Ruins, Oceans Ate Alaska e poi con P.O.D., Alien Ant Farm e Powerflo.
Nel 2018 i Fire from the Gods presero parte ad esibizioni di Sevendust, Of Mice & Men, Memphis May Fire e In Flames negli Stati Uniti.

### American Sun(2019-2021)
Nel 2019 il gruppo firmò per la Eleven Seven di Zoltan Bathory, chitarrista dei Five Finger Death Punch, per cui pubblicò il 1º novembre 2019 il secondo album in studio American Sun, prodotto da Erik Ron. La pubblicazione dell'album fu preceduta da quella dei singoli "Truth To the Weak (Not Built To Collapse)" (26 luglio 2019), "Right Now" (30 agosto 2019) e "Make You Feel It" (4 ottobre 2019). Nella lista tracce è presente anche il brano "They Don't Like It", registrato in collaborazione con Sonny Sandoval, cantante dei P.O.D.. American Sun ha in comune col precedente Narrative testi incentrati su argomenti come la mancanza di stabilità politica, la dipendenza dalla tecnologia e l'indifferenza nei confronti delle questioni ambientali.
Nel luglio 2019 i Fire from the Gods si esibirono in tour con i Five Finger Death Punch e gli In This Moment e durante i preparativi per la pubblicazione di American Sun sostennero anche esibizioni dei Three Days Grace. Il 18 giugno 2021 il gruppo ha pubblicato American Sun: Reimagined, EP formato da quattro tracce, e il 27 agosto dello stesso anno ha fatto uscire come singolo "Victory (con Matt B. dei From Ashes to New)", estratto da American Sun.

### Soul Revolution(2021-presente)
Nel dicembre 2021 il cantante AJ Channer ha annunciato sul podcast Lonestar Collective che il suo gruppo si sarebbe di nuovo recato in sala d'incisione, nel mese successivo, per la registrazione di un terzo album di inediti.
Nei mesi di marzo ed aprile del 2022 la formazione si è esibita in tour con From Ashes to New, e nei mesi successivi affiancando Five Fingers Death Punch, Megadeth e The HU.
Il 28 ottobre 2022 il gruppo ha pubblicato il terzo album in studio Soul Revolution, prodotto da Erik Ron e Richard Wicander. L'uscita del disco è stata preceduta da quella dei singoli "SOS" (3 giugno 2022), "Soul Revolution" (15 luglio 2022), "Thousand Lifetimes" (26 agosto 2022) e "World So Cold" (30 settembre 2022).
Nei mesi di febbraio e marzo 2023 il gruppo ha preso parte ad un tour coi colleghi Norma Jean.
Il brano "Thousand Lifetimes" è stato nuovamente registrato insieme a Corey Glover, cantante dei Living Colour, e ripubblicato come singolo il 17 febbraio 2023.

## Formazione
Attuale
- Drew Walker – chitarra (2007-presente)
- Bonner Baker – basso (2007-presente)
- Jameson Teat – chitarra (2013-presente)
- Richard Wicander – batteria (2013-presente)
- AJ Channer – voce (2014-presente)

Ex componenti
- Jebediah Roper – tastiera (2007-2009)
- Chad Huff – batteria (2007-2011)
- Michael Vincent – voce (2007-2012)
- Eric July – voce (2012-2013)
- Tony Esparza – chitarra (2007-2013)
- Judson Curtis – batteria (2011-2013)
- Chris Mardis – voce, tastiera (2013-2014)

## Discografia

### Album in studio
- 2016 – Narrative
- 2019 – American Sun
- 2022 – Soul Revolution

### EP
- 2010 – Sleeping with Anchors and Mirrors
- 2011 – Sweet Lasting Revenge
- 2013 – Politically Incorrect
- 2021 – American Sun: Reimagined
- 2023 – Soul Revolution: Acoustic Vibes

### Singoli
- 2013 – Smoke Screen
- 2015 – Eat
- 2015 – Pretenders
- 2016 – Excuse Me
- 2016 – End Transmission
- 2017 – The Voiceless
- 2017 – The Taste
- 2019 – Truth to the Weak (Not Built to Collapse)
- 2019 – Right Now
- 2020 – American Sun
- 2021 – Victory (feat. Matt B. of From Ashes to New)
- 2022 – SOS
- 2022 – Soul Revolution
- 2022 – Thousand Lifetimes
- 2022 – World So Cold
- 2023 – Thousand Lifetimes (feat. Corey Glover of Living Colour)

### Apparizioni da ospiti
- Ill Niño
  - "Máscara" (feat. AJ Channer from Fire from the Gods) (Single, 2020)[22]
- Islander
  - It's Not Easy Being Human (2020)
    - "Freedom" (feat. AJ Channer of Fire from the Gods)[23]
- Kerosene Shores
  - "Glimpse In Your Mirror" (feat. AJ Channer of Fire from the Gods) (Single, 2020)[24]
- Dear Desolate
  - "Voyager" feat. AJ Channer of Fire from the Gods (Single, 2021)[25]
- Tallah
  - The Generation of Danger (2022)
    - "Vanilla Paste"  (feat. Fire From The Gods, Chelsea Grin, Guerrilla Warfare)[26]
- Hyro the Hero
  - Kids Against the Monsters (2022)
    - "FU2" (feat. AJ Channer of Fire from the Gods)[27]
- Memphis May Fire
  - Remade in Misery (2022)
    - Only Human (feat. AJ Channer of Fire from the Gods)[28]

### Video musicali
- 2013 – Smoke Screen
- 2014 – The Capitalist
- 2016 – Excuse Me
- 2016 – End Transmission
- 2017 – The Voiceless
- 2018 – Evolve
- 2019 – Right Now
- 2019 – American Sun
- 2020 – Break the Cycle
- 2021 – Victory
- 2021 – American Sun (Reimagined)
- 2022 – SOS
- 2022 – Thousand Lifetimes
- 2022 – World So Cold
- 2022 – Love is Dangerous